# Оборонсервис
АО «Гарнизон» (до 2014 года — ОАО «Оборонсе́рвис») — коммерческая организация, созданная в 2008 году указом Президента Российской Федерации (России) и постановлениями Правительства Российской Федерации для освобождения военнослужащих от несвойственных им хозяйственных функций, подконтрольная Министерству обороны Российской Федерации (Минобороны России).
Основные направления работы предприятия, согласно уставу: управление деятельностью ОАО «Авиаремонт», «Спецремонт», «Ремвооружение», «Оборонстрой», «Агропром», «Оборонэнерго», «Военторг», «Красная звезда», «Славянка» и координация их взаимодействия в интересах Вооружённых сил Российской Федерации (ВС России), государственных и иных заказчиков, включая иностранных.
В связи с выявленными осенью 2012 года фактами коррупции в «Оборонсервисе» было возбуждено уголовное дело, а в апреле 2013 года Минобороны России признано потерпевшим по уголовному делу «Оборонсервиса».
Из-за вторжения России на Украину, находится под международными санкциями стран Евросоюза, Украины и Швейцарии

## Руководство компании

### Генеральный директор
Тен Сергей Иннокентьевич — с июня 2016 по настоящее время временно исполняющий обязанности генерального директора
- Штыкулин, Сергей Анатольевич — с мая 2015 года исполняющий обязанности генерального директора компании
- Посконин, Антон Юрьевич — с сентября 2014 года генеральный директор компании.
- Посконин, Антон Юрьевич — с 19 ноября 2013 года исполняющий обязанности генерального директора компании[5].
- Штыкулин, Сергей Анатольевич — с 14 мая 2013 года исполняющий обязанности генерального директора компании[6].
- Хурсевич, Сергей Николаевич — с 23 июня 2009 года по 14 мая 2013.

### Председатель совета директоров
- Сердюков, Анатолий Эдуардович — с 23 июня 2009 года по 30 июня 2011 года
- Шляхтуров, Александр Васильевич — с 30 июня 2011 года по настоящее время.

## Коррупционный скандал
В октябре 2012 года в печатных и электронных СМИ появилась информация о том, что сотрудники «Оборонсервиса» подозреваются в махинациях при реализации непрофильных военных активов.
По данным СКР, сотрудники Минобороны России выбирали из имущественного комплекса «Оборонсервиса» наиболее ликвидные и престижные объекты, участки и акции, в том числе и в Москве. Затем, как правило, в эту недвижимость вкладывались огромные бюджетные средства, после чего имущество продавалось по существенно заниженным ценам аффилированным с «Оборонсервисом» коммерческим структурам. Многие объекты недвижимости покупались за счёт денег, похищенных у самого же «Оборонсервиса», считает следствие.
По делу проходит бывшая глава департамента имущественных отношений Минобороны России Евгения Васильева, у которой при обыске были изъяты 3 миллиона рублей, драгоценности и антиквариат.

### Ход расследования
25 октября 2012 г. сотрудники СК России пришли с обысками в холдинг «Оборонсервис», заподозрив, что его сотрудники причастны к афере на 3 миллиарда рублей.
Вскоре на место проведения обысков прибыл министр обороны Анатолий Сердюков. Впоследствии министр заявил, что компания является самостоятельной коммерческой организацией, которая работает не только в интересах ведомства.
2 ноября сайт радиостанции «Эхо Москвы» сообщил, что Хамовнический суд Москвы санкционировал арест двух фигурантов дела «Оборонсервиса» — экс-главы «Центр правовой поддержки „Эксперт“» Екатерины Сметановой и её супруга — бывшего гендиректора «Окружного материального склада Московского округа ВВС» Максима Закутайло, подозреваемых в мошенничестве в крупном размере.
По данным РИА Новости, по фактам мошенничества при реализации недвижимости, земельных участков и акций, принадлежащих «Оборонсервису», возбуждено пять уголовных дел.
В результате скандала вокруг «Оборонсервиса», ввиду сложившейся вокруг военного ведомства нездоровой обстановки, а также в целях объективного расследования Владимир Путин 6 ноября 2012 года освободил от должности министра обороны России Анатолия Сердюкова.
16 ноября 2012 года был арестован Александр Елькин, генеральный директор входящего в «Оборонсервис» ОАО «Славянка», подозреваемого по делу о хищении 52 миллионов рублей при реализации госконтрактов по содержанию военных городков. Следователь сообщил, что в результате обыска по месту жительства Елькина изъято более 2 миллионов рублей, а в банковских ячейках — 4,5 миллиона долларов. Через несколько дней арестован третий фигурант дела «Славянки», директор ЗАО «Безопасность и связь» Андрей Луганский.
28 ноября 2012 года Следственный комитет России сообщил, что ущерб от хищений в «Оборонсервисе» составляет 6,7 млрд руб. В ходе следствия у подозреваемых изъяты деньги и ценности на сумму более 1 млрд руб..
30 ноября 2012 года на встрече с думскими фракциями президент России В. Путин заявил, что расследование громких коррупционных дел вокруг Минобороны не является кампанией, и будут созданы все условия для объективного расследования.
В середине декабря 2012 года, когда волна разоблачений бывших высоких чиновников Минобороны России, пошла на спад, возбуждения уголовных дел против главных фигурантов не произошло, а некоторые из арестованных (Е. Васильева, Е. Сметанова) добились смягчения условий содержания, газета «Коммерсант» со ссылкой на собственные авторитетные источники сообщила, что «по делу приняты определённые политические решения, поэтому громких результатов от расследования ожидать больше не приходится».

### «31 ГПИСС»
Расследуется дело о махинациях при продаже комплекса зданий принадлежавшего ранее Минобороны ОАО «31-й Государственный институт спецстроительства» (31 ГПИСС) в центре Москвы, когда компания «ВитаПроджект» (в то время подконтрольная Е. Васильевой) и ОАО «Сосновоборэлектромонтаж» купили, соответственно, 70 и 30 % акций института, по заниженной цене 190 млн рублей. По версии следствия, Центр правовой поддержки «Эксперт», которым руководила подруга Васильевой Сметанова, по заказу «Оборонсервиса» оценивал объекты по заниженный цене, после чего выставлял их на продажу.
28 марта 2013 года СКР сообщил, что бизнесмены расстаются с приобретёнными активами стоимостью 190 млн рублей «по собственной инициативе и безвозмездно». Представитель СКР также призвал последовать примеру этих компаний покупателей других активов Минобороны, которые распродавали по заниженной цене приближённые к Васильевой военные чиновники и бизнесмены.
В апреле 2013 года министр обороны С. Шойгу обратился с заявлением к главе СКР А. Бастрыкину по эпизоду с продажей акций ОАО «31 ГПИСС». Деятельность института, по оценке министра, имеет стратегическое значение для военного ведомства и связана с допуском к гостайне, а отчуждение этой организации из собственности Минобороны России произошло путём введения в заблуждение бывшего министра А. Сердюкова. В связи с этими обстоятельствами Шойгу потребовал признать Минобороны потерпевшим по уголовному делу, а на проданные акции института наложить арест.

### «39 арсенал»
В марте 2013 года в Перми в отношении ОАО «39 арсенал», входящее в ОАО «Оборонсервис», было возбуждено уголовное дело о мошенничестве на сумму 10 млн руб.

### Перспективы развития
По заявлению министра обороны России общая внешняя и внутренняя кредиторская задолженность предприятий «Оборонсервиса» составляет десятки миллиардов рублей, в том числе задолженность перед контрагентами — 97,6 млрд руб., а задолженность по зарплате — 1,4 млрд руб. Накопленный убыток предприятиями сферы ЖКХ превышает 40 млрд руб. Расходы бюджетных средств за 2013 год на «Оборонсервис» увеличились на 49 млрд руб., также снизилось качество предоставляемых услуг и увеличились цепочки посредников.
В связи с предшествующими коррупционными скандалами, а также финансовой несостоятельностью 2 июня 2014 года С. Шойгу, исполняющий обязанности министра обороны, заявил, что считает необходимым реорганизовать подконтрольное ему ОАО «Оборонсервис» и частично отказаться от аутсорсинга.

## Санкции
3 июня 2022 года, на фоне вторжения России на Украину, АО «Гарнизон» внесено в санкционные списки Евросоюза так как организация «материально или финансово поддерживает правительство Российской Федерации, которое несет ответственность за аннексию Крыма и дестабилизацию Украины»
Позднее АО «Гарнизон» внесено в санкционные списки Украины и Швейцарии